# Józef Mazurek
Józef Mazurek (ur. 17 listopada 1893 w Bzitem, zm. 27 stycznia 1959) – polski lekarz z tytułem doktora, sportowiec, trener, wykładowca, autor podręczników i wojskowy.

## Osiągnięcia sportowe
Urodził się 17 listopada 1893. W latach 1920–1927 czterokrotny mistrz Polski jako sternik osad wioślarskich (1920 – czwórki; 1923 – czwórki; 1925 – ósemki; 1927 – czwórki). Trzykrotny uczestnik Mistrzostw Europy w wioślarstwie (1925, 1926, 1927). Lekarz polskiej ekipy olimpijskiej w St. Moritz i Amsterdamie (1928). Doradca przy programowaniu kursu instruktorów narciarskich-lotników w Dolinie Pięciu Stawów Polskich (1934–1935). Reprezentował Polskę na Międzynarodowym Kongresie Lekarskim dla wychowania fizycznego i sportu, odbywającym się w St. Moritz z okazji zimowych igrzysk olimpijskich w 1928 r. Kongres ten postanowił stworzyć Międzynarodowy Związek Lekarski dla Wychowania Fizycznego i Sportu, później przekształcony w Międzynarodową Federację Medycyny Sportowej (FIMS). 

## Służba wojskowa, praca naukowa i zawodowa
Jesienią 1913 rozpoczął studia na wydziale lekarskim Uniwersytetu Warszawskiego. Po ewakuacji, kontynuował studia na wydziale lekarskim na Uniwersytecie Kijowskim (1915–1918), następnie wstąpił do wojska polskiego i uczestniczył w wojnie polsko-bolszewickiej. Uczestnik III powstania śląskiego. Pełnił obowiązki lekarza naczelnego 3 Pułku Piechoty. Został awansowany do stopnia porucznika podlekarza w korpusie oficerów sanitarnych ze starszeństwem z dniem 1 sierpnia 1921, następnie zweryfikowany ze starszeństwem z dniem 1 czerwca 1921. W 1923, 1924 jako młodszy lekarz 24 pułku piechoty i 2 Batalionu Sanitarnego był odkomenderowany na studia na Uniwersytet Warszawski. Tam ukończył studia uzyskując tytuł doktora nauk medycznych. Pracował w Centralnej Wojskowej Szkole Gimnastyki i Sportów (CSWGiS) w Poznaniu (1926–1929), gdzie od 8 listopada 1927 był lekarzem szkoły, a ponadto był tam instruktorem wioślarstwa i narciarstwa, wykładał higienę i teorię masażu, a ponadto jako lekarz sportowy towarzyszył kadrze Polski na Letnich Igrzyskach Olimpijskich 1928. Następnie jako naczelny lekarz w Centralnym Instytucie Wychowania Fizycznego (CIWF) w Warszawie (1929–1932). Został awansowany do stopnia kapitana lekarza ze starszeństwem z dniem 1 stycznia 1931. W 1932 był oficerem lekarzem w Centrum Wyszkolenia Sanitarnego (1932). Następnie funkcjonował jako naczelny lekarz Akademii Wychowania Fizycznego w Warszawie (1938–1939) i kierownik wychowania fizycznego Centrum Wyszkolenia Sanitarnego (1935–1938), ordynator 7 Szpitala Okręgowego w Poznaniu i 1 Szpitala Okręgowego w Poznaniu.
Od 1935 do wybuchu wojny, wykładowca Teorii Wychowania Fizycznego na Wydziale Humanistycznym Uniwersytetu Warszawskiego i jednocześnie Kierownik Wychowania Fizycznego Młodzieży Akademickiej w Warszawie. Wykładowca higieny i masażu w CWSGiS w Poznaniu, wykładał ponadto podstawy masażu sportowego w CIWF.
Major Wojska Polskiego. W kampanii wrześniowej 1939 roku szef sanitarny 55 DP (Armia „Kraków”), z którą przeszedł cały szlak bojowy. Podczas okupacji lekarz polikliniki położniczej w Warszawie, a później lekarz domowy Ubezpieczalni Społecznej w Tomaszowie Lubelskim.

## Ordery i odznaczenia
- Srebrny Krzyż Zasługi (19 marca 1931)[16]
- Medal Pamiątkowy za Wojnę 1918–1921[17]
- Medal Dziesięciolecia Odzyskanej Niepodległości (1928)

## Publikacje
Autor m.in.: 
- Mazurek J. Fizjologiczne podstawy oddychania w wioślarstwie. Sport Wodny, 1927, 3(7): 121–122.
- Mazurek J. Wrażenia z II-giej Zimowej Olimpjady w St. Moritz. Przegląd Sportowo-Lekarski, 1929; 1(1): 78–83.
- Mazurek J. Zaprawa marszowa. Wydawnictwo Druk „Kadra”, Warszawa, 1930.
- Mazurek J. Wioślarstwo kobiece. Gł. Księgarnia Wojskowa, Warszawa, 1936; Rożniatowski T. Mój żywot lekarza wojskowego. Wydawnictwo MON, Warszawa, 1987, s. 67–68; Szydłowski Z.
- Mazurek J. Badania kwalifikacyjne kandydatów do C. I. W. F. Przegląd Sportowo-Lekarski, 1929; 1: 297; Wielkie Regaty Międzynarodowe i o Mistrzostwo Polski. Bydgoszcz, 30–31 VII 1927. Sport Wodny, 1927; 3(11): 206.

## Życie osobiste
Syn Antoniego właściciela majątku Bzite Krupskie i Marianny z Sadlaków, jej brat Jan Sadlak – był prezesem partii Zjednoczenie Ludowe i PSL Piast. Żona – Alina Hulanicka.